# Ułamek molowy
Ułamek molowy – jeden ze sposobów wyrażenia stężenia substancji w mieszaninie, zdefiniowany jako stosunek liczby moli danego składnika do sumy liczby moli wszystkich składników mieszaniny:
{\displaystyle x_{A}={\frac {n_{A}}{n}}}
gdzie: xA – ułamek molowy składnika A; nA – liczba moli składnika A w mieszaninie; n – sumaryczna liczba moli wszystkich składników
Ułamek molowy jest więc wielkością niemianowaną, natomiast suma ułamków molowych wszystkich składników danej mieszaniny jest równa jedności. Ułamek molowy wyrażony w procentach nazywany jest stężeniem procentowym molowym (oznaczanym „% mol.” lub „% n/n”), którego nie należy mylić ze stężeniem molowym, będącym stosunkiem liczby moli składnika do objętości mieszaniny (roztworu).